# 久成寺 (鎌倉市)
久成寺（くじょうじ）は、神奈川県鎌倉市にある日蓮宗の寺院。

## 歴史
1520年（永正17年）、梅田秀長の開基である。梅田秀長は日蓮宗の信者であったので、日舜を開山に迎えて寺を創建した。
小田原合戦の際、徳川家康は当寺に立ち寄り、3石の寺領を与えた。その後も鷹狩で立ち寄ることがあり、その際には三つ葉葵の紋付の弁当箱を下賜した。この弁当箱は当寺の寺宝となっている。
境内には、長尾定景を始め長尾氏一族の墓がある。長尾定景は源実朝を暗殺した公暁を討ち取ったことでも知られている。彼の末裔に上杉謙信（元の名は長尾景虎）がいる。

## 交通アクセス
- 路線バス久成寺停留所より徒歩2分。